# Lawdens Johnson
Lawdens Johnson fue un deportista estadounidense que compitió en vela en la clase Star. Ganó una medalla de oro en el Campeonato Mundial de Star de 1929.

## Palmarés internacional
| Campeonato Mundial | Campeonato Mundial             | Campeonato Mundial | Campeonato Mundial |
| Año                | Lugar                          | Medalla            | Clase              |
| ------------------ | ------------------------------ | ------------------ | ------------------ |
| 1929               | Nueva Orleans (Estados Unidos) | Medalla de oro     | Star               |